# Youssef Mokhtari
Youssef Mokhtari [jusef moxtari] (arabisch يوسف المختاري, DMG Yūsuf al-Muḫtārī, Zentralatlas-Tamazight ⵢⵓⵙⴼ ⵎⵓⵅⵜⴰⵔⵉ Yusef Muxtari; * 5. März 1979 in Beni Sidel, Marokko) ist ein ehemaliger marokkanischer Fußballspieler, der auch die deutsche Staatsangehörigkeit besitzt. Sein jüngerer Bruder Oualid Mokhtari ist ebenfalls Fußballspieler.

## Karriere

### Verein
Mokhtari begann seine fußballerische Laufbahn beim SSV Raunheim. Danach wechselte er zum FSV Frankfurt, für den er von 1998 bis 2000 in 64 Regionalligaspielen zwölf Tore schoss. 2000 wechselte er zum SSV Jahn Regensburg und schoss drei Tore in 22 Regionalligaspielen. Nach sieben Toren in 24 Regionalliga-Spielen in seiner zweiten Saison für Jahn Regensburg wechselte der Spielmacher 2002 zunächst zu Wacker Burghausen, für die er in 58 Partien zehnmal traf. Im Sommer 2004 heuerte er bei Energie Cottbus an. Mokhtari wurde bei den Lausitzern zum Stammspieler. Vor der Saison 2005/06 sorgte er für Aufsehen, als ihm die Vereinsführung in Cottbus vorwarf, einen Vereinswechsel zum 1. FC Köln durch Arbeitsverweigerung erzwingen zu wollen, wobei Mokhtari auf mündlich gegebene Zusagen im Falle eines möglichen Erstligaengagements verwies.
Mokhtari wurde schließlich für ein Jahr (bis 30. Juni 2006) vom 1. FC Köln ausgeliehen. Allerdings konnte er sich bei den Geißböcken nie durchsetzen. Am 11. April 2006 wurde der Vertrag vorzeitig im beiderseitigen Einvernehmen aufgelöst. Zur Saison 2006/07 wechselte Mokhtari zum MSV Duisburg, bei dem er schnell zum Stammspieler avancierte. Am 3. Januar 2008 wechselte der Marokkaner für eine Ablösesumme von 350.000 € nach Katar zu Al-Rayyan Sport-Club.
Dort schoss er in neun Spielen sieben Tore und wurde bereits nach dem ersten Spiel neuer Mannschaftskapitän. Da ihn die Liga in Katar aber nicht genug forderte („die höchste Liga hat dort etwa Regionalliga-Niveau“), schlug er einen hochdotierten Zweijahresvertrag aus („ich hätte so viel verdient wie die Top 30 der Bundesligaverdiener“) und wollte wieder in der Bundesliga spielen.
Nachdem er zunächst vereinslos war, unterzeichnete Mokhtari am 14. Oktober 2008 einen Vertrag bei seinem Heimatverein FSV Frankfurt. Obwohl er dort Stammspieler war und ein wichtiger Leistungsträger beim Erreichen des Klassenerhalts, wurde sein Vertrag nicht verlängert. Daraufhin wechselte er zum Zweitliga-Konkurrenten SpVgg Greuther Fürth, bei dem er einen Vertrag bis 2012 unterschrieb. Dieser wurde jedoch am 27. Januar 2010 bereits wieder aufgelöst und Youssef Mokhtari wechselte in die Ligue 2 zum FC Metz. Zur Saison 2011/12 schloss er sich dem Drittligisten Wacker Burghausen an. Zur Saison 2014/15 wechselte Mokhtari zu F91 Düdelingen in die erste luxemburgische Liga.
Im Januar 2015 wurde sein Vertrag dort aufgelöst, ab Herbst spielte er für den Regionalligisten Viktoria Aschaffenburg. Zur Winterpause der Saison 2015/16 schloss er sich dem Hessenligisten SC Hessen Dreieich an. Im Sommer 2017 verließ er den Verein und wechselte zum Verbandsligisten FC Viktoria 09 Urberach. Zur Saison 2018/19 kehrte er zu seinem Heimatverein SV 07 Raunheim zurück, bei dem sein Bruder Oualid Mokhtari Spielertrainer und Vereinsvorsitzender ist.

### Nationalmannschaft
Mokhtari war von 2004 bis 2008 marokkanischer Nationalspieler und spielte 23-mal für die „Löwen des Atlas“.